# Землетрясение в Колиме (2003)
Землетрясение в Колиме в 2003 году произошло 21 января с магнитудой 7,6 баллов и максимальной интенсивностью VIII баллов по шкале Меркалли. Эпицентр находился на тихоокеанском побережье в мексиканском штате Колима. Землетрясение ощущалось даже в Мехико и в южных районах Соединенных Штатов.

## Последствия
В результате землетрясения в Колиме в 2003 году погибло 29 человек и 300 получили ранения. Кроме того, около 10 000 человек остались без крова, поскольку землетрясение разрушило 2005 домов и серьёзно повредило 6615. Большинство жертв и разрушений произошло в Вилья-де-Альварес, городе, который граничит с северной частью города Колима. Значительный ущерб также был нанесён городам Колима и Текоман. Несколько смертей и разрушений произошли в штатах Халиско и Мичоакан, а несколько зданий были повреждены в Гуанахуато и Морелосе. Землетрясение сильно ощущалось (VI баллов) даже в Мехико. Толчки также ощущалось на большей части территории Мексики и в Соединенных Штатах в Корпус-Кристи, Далласе и Эль-Пасо (штат Техас). Жители высотных зданий в Хьюстоне, штат Техас, также сообщали, что почувствовали его последствия. Оползни закрыли участок автомагистрали Колима — Гвадалахара и порт Мансанильо. В Мехико произошли перебои в подаче электроэнергии и телефонной связи. Локальное цунами мощностью около 1 м (от пика до впадины) было зафиксировано в Мансанильо. Сейши наблюдались на озере Понтчартрейн в американском штате Луизиана, и осадочные породы были подняты в нескольких скважинах Луизианы.